# Estland op de Olympische Spelen

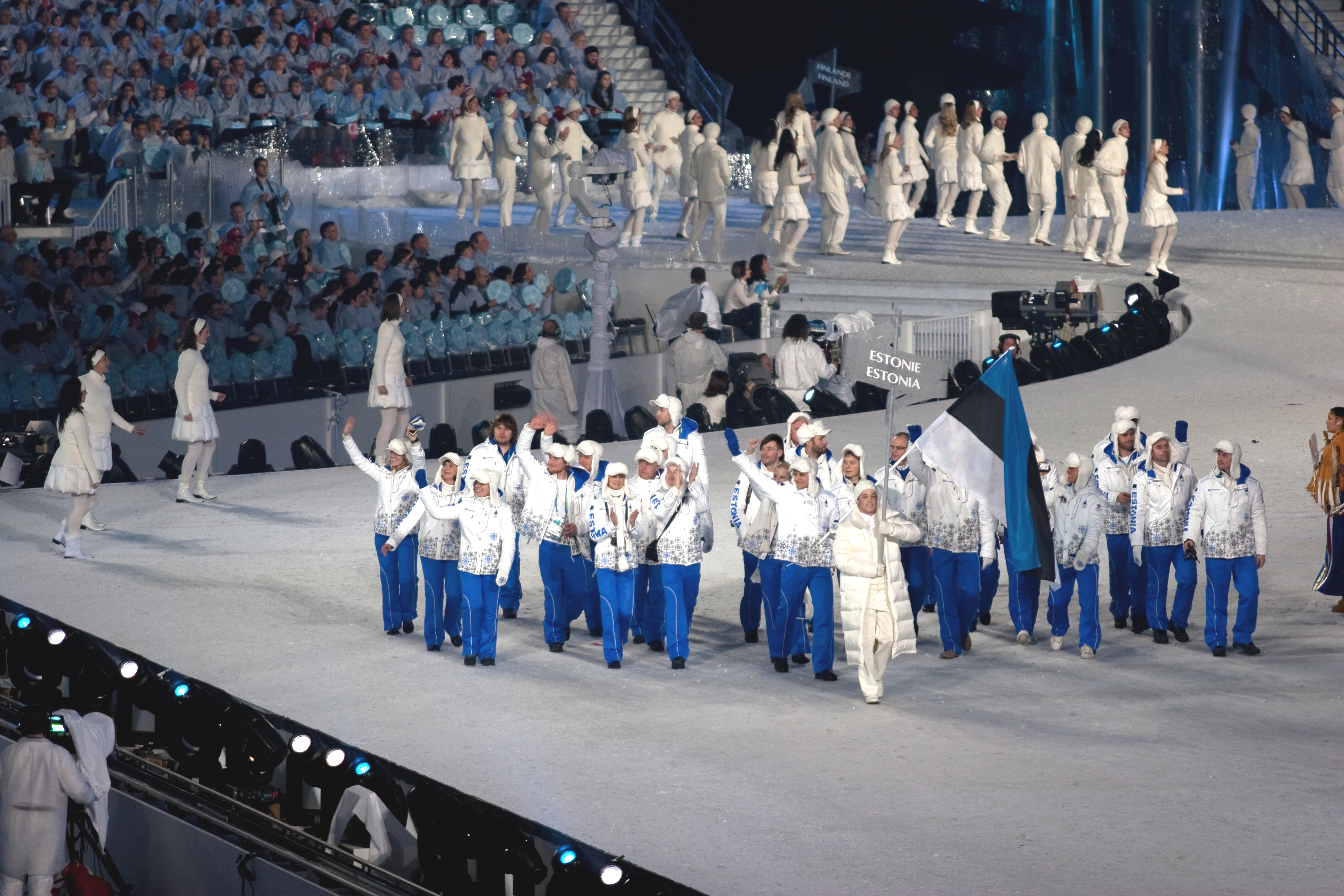
Ploeg van Estland bij de opening van de Olympische Spelen 2010

Estland is een van de landen die deelneemt aan de Olympische Spelen. Estland debuteerde op de Zomerspelen van 1920. Acht jaar later, in 1928, kwam Estland voor het eerst uit op de Winterspelen.
Voor de eerste editie van de Winterspelen, 1924 te Chamonix, had Estland C. Burmeister voor de schaatswedstrijden ingeschreven, maar deze nam niet deel aan de wedstrijden.
Van 1948 tot en met 1988 was het land als de SSR Estland onderdeel van de Sovjet-Unie en namen de Esten (eventueel) deel als lid van het Sovjetteam. Vanaf 1992 neemt het weer als onafhankelijk land deel aan de Spelen.
Parijs 2024 was voor Estland de veertiende deelname aan de Zomerspelen, in 2022 werd voor de elfde keer deelgenomen aan de Winterspelen. Het is een van de 44 landen die zowel op de Winter- als de Zomerspelen een medaille behaalde.

## Medailles en deelnames
Er werden 44 medailles behaald. Hiervan werden er acht bij de Winterspelen behaald, behaald in het langlaufen en het freestyleskiën. De resterende 36 bij de Zomerspelen werden in negen olympische sporten behaald; worstelen (11), gewichtheffen (7), atletiek (6), judo (3), roeien (3), schermen (2), zeilen (2), boksen (1) en wielersport (1).

### Overzicht
De tabel geeft een overzicht van de jaren waarin werd deelgenomen, het aantal gewonnen medailles en de eventuele plaats in het medailleklassement.
| Zomerspelen | Zomerspelen | Zomerspelen | Zomerspelen | Zomerspelen | Zomerspelen |        | Winterspelen | Winterspelen | Winterspelen | Winterspelen | Winterspelen | Winterspelen |
| Jaar        | Goud        | Zilver      | Brons       | Totaal      | Rang        | Jaar   | Goud         | Zilver       | Brons        | Totaal       | Rang         |              |
| 1920        | 1           | 2           | 0           | 3           | 14          |        |              |              |              |              |              |              |
| 1924        | 1           | 1           | 4           | 6           | 17          | 1924   | -            | -            | -            | -            | -            |              |
| 1928        | 2           | 1           | 2           | 5           | 16          | 1928   | 0            | 0            | 0            | 0            | -            |              |
| 1932        | 0           | 0           | 0           | 0           | -           | 1932   | -            | -            | -            | -            | -            |              |
| 1936        | 2           | 2           | 3           | 7           | 13          | 1936   | 0            | 0            | 0            | 0            | -            |              |
| 1948        | -           | -           | -           | -           | -           | 1948   | -            | -            | -            | -            | -            |              |
| 1952        | -           | -           | -           | -           | -           | 1952   | -            | -            | -            | -            | -            |              |
| 1956        | -           | -           | -           | -           | -           | 1956   | -            | -            | -            | -            | -            |              |
| 1960        | -           | -           | -           | -           | -           | 1960   | -            | -            | -            | -            | -            |              |
| 1964        | -           | -           | -           | -           | -           | 1964   | -            | -            | -            | -            | -            |              |
| 1968        | -           | -           | -           | -           | -           | 1968   | -            | -            | -            | -            | -            |              |
| 1972        | -           | -           | -           | -           | -           | 1972   | -            | -            | -            | -            | -            |              |
| 1976        | -           | -           | -           | -           | -           | 1976   | -            | -            | -            | -            | -            |              |
| 1980        | -           | -           | -           | -           | -           | 1980   | -            | -            | -            | -            | -            |              |
| 1984        | -           | -           | -           | -           | -           | 1984   | -            | -            | -            | -            | -            |              |
| 1988        | -           | -           | -           | -           | -           | 1988   | -            | -            | -            | -            | -            |              |
| 1992        | 1           | 0           | 1           | 2           | 34          | 1992   | 0            | 0            | 0            | 0            | -            |              |
| 1996        | 0           | 0           | 0           | 0           | -           | 1994   | 0            | 0            | 0            | 0            | -            |              |
| 2000        | 1           | 0           | 2           | 3           | 47          | 1998   | 0            | 0            | 0            | 0            | -            |              |
| 2004        | 0           | 1           | 2           | 3           | 64          | 2002   | 1            | 1            | 1            | 3            | 17           |              |
| 2008        | 1           | 1           | 0           | 2           | 47          | 2006   | 3            | 0            | 0            | 3            | 12           |              |
| 2012        | 0           | 1           | 1           | 2           | 63          | 2010   | 0            | 1            | 0            | 1            | 25           |              |
| 2016        | 0           | 0           | 1           | 1           | 78          | 2014   | 0            | 0            | 0            | 0            | -            |              |
| 2020        | 1           | 0           | 1           | 2           | 59          | 2018   | 0            | 0            | 0            | 0            | -            |              |
| 2024        | 0           | 0           | 0           | 0           | -           | 2022   | 0            | 0            | 1            | 1            | 27           |              |
| Totaal      | 10          | 9           | 17          | 36          |             | Totaal | 4            | 2            | 2            | 8            |              |              |
| Tot. Z+W    | 14          | 11          | 19          | 44          |             |        |              |              |              |              |              |              |

Afghanistan · Albanië · Algerije · Amerikaans-Samoa · Amerikaanse Maagdeneilanden · Andorra · Angola · Antigua en Barbuda · Argentinië · Armenië · Aruba · Australië · Azerbeidzjan · Bahama's · Bahrein · Bangladesh · Barbados · België · Belize · Benin · Bermuda · Bhutan · Bolivia · Bosnië en Herzegovina · Botswana · Brazilië · Britse Maagdeneilanden · Brunei · Bulgarije · Burkina Faso · Burundi · Cambodja · Canada · Centraal-Afrikaanse Republiek · Chili · China · Chinees Taipei · Colombia · Comoren · Congo-Brazzaville · Congo-Kinshasa · Cookeilanden · Costa Rica · Cuba · Cyprus · Denemarken · Djibouti · Dominica · Dominicaanse Republiek · Duitsland · Ecuador · Egypte · El Salvador · Equatoriaal-Guinea · Eritrea · Estland · Ethiopië · Fiji · Filipijnen · Finland · Frankrijk · Gabon · Gambia · Georgië · Ghana · Grenada · Griekenland · Groot-Brittannië · Guam · Guatemala · Guinee · Guinee-Bissau · Guyana · Haïti · Honduras · Hongarije · Hongkong · Ierland · IJsland · India · Indonesië · Irak · Iran · Israël · Italië · Ivoorkust · Jamaica · Japan · Jemen · Jordanië · Kaaimaneilanden · Kaapverdië · Kameroen · Kazachstan · Kenia · Kirgizië · Kiribati · Koeweit · Kosovo · Kroatië · Laos · Lesotho · Letland · Libanon · Liberia · Libië · Liechtenstein · Litouwen · Luxemburg · Madagaskar · Malawi · Malediven · Maleisië · Mali · Malta · Marokko · Marshalleilanden · Mauritanië · Mauritius · Mexico · Micronesië · Moldavië · Monaco · Mongolië · Montenegro · Mozambique · Myanmar · Namibië · Nauru · Nederland · Nepal · Nicaragua · Nieuw-Zeeland · Niger · Nigeria · Noord-Korea · Noord-Macedonië · Noorwegen · Oeganda · Oekraïne · Oezbekistan · Oman · Oost-Timor · Oostenrijk · Pakistan · Palau · Palestina · Panama · Papoea-Nieuw-Guinea · Paraguay · Peru · Polen · Portugal · Puerto Rico · Qatar · Roemenië · Rusland · Rwanda · Saint Kitts en Nevis · Saint Lucia · Saint Vincent en de Grenadines · Salomonseilanden · Samoa · San Marino · Saoedi-Arabië · Sao Tomé en Principe · Senegal · Servië · Seychellen · Sierra Leone · Singapore · Slovenië · Slowakije · Somalië · Spanje · Sri Lanka · Soedan · Suriname · Swaziland · Syrië · Tadzjikistan · Tanzania · Thailand · Togo · Tonga · Trinidad en Tobago · Tsjaad · Tsjechië · Tunesië · Turkije · Turkmenistan · Tuvalu · Uruguay · Vanuatu · Venezuela · Verenigde Arabische Emiraten · Verenigde Staten · Vietnam · Wit-Rusland · Zambia · Zimbabwe · Zuid-Afrika · Zuid-Korea · Zuid-Soedan · Zweden · Zwitserland
Historische landen: Bohemen · Bondsrepubliek Duitsland · Brits-Indië · Duitse Democratische Republiek · Joegoslavië · Malaya · Nederlandse Antillen · Noord-Borneo · Noord-Jemen · Saarland · Servië en Montenegro · Sovjet-Unie · Tsjecho-Slowakije · West-Indische Federatie · Zuid-Jemen
Bijzondere deelnames: Onafhankelijke olympische atleten · Vluchtelingenteam 
 Australazië · Duits Eenheidsteam · Gemengd team · Gezamenlijk Team